# Lionel Meney
Vous pouvez aider à l'améliorer ou bien discuter des problèmes sur sa page de discussion.
- Cet article biographique nécessite des références supplémentaires pour assurer sa vérifiabilité. (Marqué depuis décembre 2024)
- Certaines informations devraient être mieux reliées aux sources mentionnées dans la bibliographie ou les liens externes. Améliorez sa vérifiabilité en les associant par des références. (Marqué depuis décembre 2024)
- Son ton est trop promotionnel ou publicitaire, voire hagiographique. Le texte doit adopter un ton neutre et encyclopédique. (Marqué depuis décembre 2024)
- Il doit être recyclé. La réorganisation et la clarification du contenu sont nécessaires. (Marqué depuis décembre 2024)

- Archive Wikiwix
- Bing
- Cairn
- DuckDuckGo
- E. Universalis
- Gallica
- Google
- G. Books
- G. News
- G. Scholar
- Persée
- Qwant
- (zh) Baidu
- (ru) Yandex
- (wd) trouver des œuvres sur Wikidata

Lionel Meney est un linguiste et  lexicographe franco-canadien né à Saulieu en Bourgogne, en France.

## Carrière
Lionel Meney a étudié la linguistique et la slavistique à l’École normale supérieure de Saint-Cloud (1964-1969), à la Sorbonne (1964-1969) et à la Faculté de philologie de l’Université de Leningrad (aujourd’hui Saint-Pétersbourg). Il a étudié le fonctionnalisme avec André Martinet à la Sorbonne et la psychomécanique du langage de Gustave Guillaume avec Roch Valin à l’Université Laval (Québec). Il est titulaire d’un doctorat ès lettres (linguistique slave, thèse sur l'indicatif en russe moderne) de l’Université Laval (1976).
Il a fait une carrière universitaire à l’Université Laval de 1969 à 2004. Il s’est spécialisé dans la linguistique contrastive du français québécois et du français international, la concurrence de l’anglais sur le corpus (les anglicismes) et le statut (son utilisation) du français et les rapports entre la langue, ses représentations et l’idéologie. Par ses publications et ses nombreuses interventions dans les médias, Lionel Meney est l'un des acteurs dans le débat sur la norme linguistique en français québécois. Il a relancé et alimenté à partir de 2004 ce qu'on a appelé la nouvelle « querelle des dictionnaires » au Québec.
Il a fait partie des finalistes du prix Marcel-Couture du salon du livre de Montréal pour son Dictionnaire québécois-français (2000) et des finalistes du prix Victor-Barbeau de l’Académie des lettres du Québec pour son essai Main basse sur la langue (2011). Il a reçu la médaille d'argent de la Renaissance française au titre de l’expansion de la langue française (2000) et a été nommé chevalier des Palmes académiques par le ministère de l’Éducation nationale de France pour sa contribution au rayonnement de la langue et de la culture françaises (2002).

## Œuvres
En tant que lexicographe, Lionel Meney a publié le Dictionnaire québécois-français : pour mieux se comprendre entre francophones (DFQ), un dictionnaire différentiel bivariétal, c’est-à-dire ne traitant que les différences entre deux variétés d’une même langue, le français québécois (celle de départ) et le français de référence (celle d’arrivée). Il s’agit du premier dictionnaire de ce genre de la francophonie, mettant en valeur, avec ses près de 9000 articles, l’importance de la variation linguistique entre ces deux variétés linguistiques.
L’ouvrage a été bien reçu à l’exception d’un groupe de linguistes québécois qui y ont vu une entreprise de subordination du français québécois par rapport au français de référence.
Selon Alain Rey, il s’agit d’un « ouvrage important, bien référencé, [qui] réunit des sources préexistantes, [...] avec la louable intention de faire "mieux se comprendre" entre eux les francophones ».
Selon Louis-Jean Calvet, « Lionel Meney nous fournit [...] un ouvrage à la fois sérieux et distrayant. Sérieux parce qu’il repose sur l’analyse d’un vaste corpus, distrayant parce qu’il est toujours drôle de visiter les possibilités d’incompréhension entre deux peuples frères. Loin de toute tendance normative, Meney décrit, et son gros livre [...] est un constat : si les Anglais et les Américains sont “deux peuples séparés par une même langue” selon Bernard Shaw, Français et Québécois sont pour leur part unis malgré des usages parfois différents de la même langue ».
Selon Victor-Lévy Beaulieu, « Mes livres essentiels sont les "Cahiers Jacques-Ferron" [...]. Il y a aussi le "Dictionnaire québécois-français" de Lionel Meney. Ce dictionnaire est fabuleusement bien fait. Non seulement comporte-t-il l'explication et l'origine de chaque mot, mais chaque sens est illustré par un exemple tiré de la littérature québécoise. Tout écrivain devrait avoir cet ouvrage sur sa table de travail. Les écoles primaires aussi. Ça donnerait sûrement le goût aux enfants de jouer avec la langue. Je l'ai pour ma part pratiquement lu de la première à la dernière page, comme un ouvrage de fiction ! ».
Mais l'ouvrage, qui donne l'équivalent exact du français québécois en français de référence, a suscité ce que François Ost qualifie de "nouvelle querelle des dictionnaires" . Querelle relancée dans les médias, en 2004 et 2005 par Lionel Meney qui "défend l'alignement du français parlé au Québec sur le français standard défini par "l'élite francophone internationale" "  et se voit qualifié de "nouveau Vaugelas" par d'autres linguistes comme Claude Poirier ou Claude La Charité (idem). Selon François Ost, du Conseil supérieur de la langue française, Lionel Meney "part en guerre" contre ses collègues du projet de dictionnaire Usito du Français standard en usage au Québec sur des bases que Jean-Claude Corbeil, de l'Académie des lettres du Québec, qualifie de "révisionnistes" .
Par la suite, Lionel Meney devient selon la linguiste franco-canadienne Gaëlle Planchenault une "tête de proue de vraie croisade" dans les médias, et c'est dans la même veine polémique qu'il publie Main basse sur la langue : Idéologie et interventionnisme linguistique au Québec, où il critique des thèses et des ouvrages des linguistes et des organismes québécois promoteurs d’une norme linguistique endogène. Il a introduit l’emploi du terme endogénisme pour désigner la position qui consiste à défendre et à promouvoir une norme nationale endogène, et endogéniste, pour désigner les partisans de l’endogénisme linguistique.
En 2010, Lionel Meney a publié Main basse sur la langue : idéologie et interventionnisme linguistique au Québec. À propos de cet ouvrage, le linguiste québécois Jacques Maurais a porté ce jugement : « Le livre de Lionel Meney est une contribution majeure qui pourrait redéfinir les termes de la discussion [sur la norme]. […] L’acceptation de l’existence d’une situation de diglossie au Québec est, peut-être paradoxalement, ce qui permettra de décrisper le débat sur la norme en légitimant chacune dans leur propre sphère, les deux variétés linguistiques en concurrence. […] Le débat sur la norme au Québec vient donc d’entrer dans un nouveau paradigme » [réf. incomplète]. Pour un autre linguiste belgo-québécois, Wim Remysen, Lionel Meney  "s’acharne depuis des années à combattre toute tentative de description complète du français qui a cours au Québec". L'avis de Wim Remysen, dans la même recension, est résumé ainsi : "Par son ton souvent condescendant et ses propos délibérément polémiques, l’ouvrage de Meney ne saurait donc être considéré comme une étude scientifique". Pour la linguiste franco-canadienne Gaëlle Planchenault, l'ouvrage s'inscrit dans une lignée d'autres écrits "prophétiques" qui manient "l'alarme et l'hyperbole" . Tout en reconnaissant l'intérêt de l'ouvrage et une qualité du propos, la juriste Albane Geslin estime que le ton de l'ouvrage "confine à la diatribe". Toujours selon Albane Geslin, même article, Lionel Meney "confond très fréquemment une variation en termes de pourcentage et une variation en termes de point, ce qui est quelque peu gênant".
En 2017, Lionel Meney a publié Le français québécois entre réalité et idéologie. Un autre regard sur la langue. Étude sociolinguistique. Dans cet ouvrage, il analyse le rapport entre la réalité du marché linguistique québécois et les représentations qu'on s'en fait.
Dans une première partie, à partir d'exemples tirés de la presse québécoise, il décrit les principales caractéristiques du français québécois (prononciation, morphologie, syntaxe, lexique, phraséologie). Il propose une typologie des anglicismes en français québécois et dessine les mécanismes de formation d’une interlangue (linguistique).
Dans une deuxième partie, il décrit la concurrence à laquelle se livrent deux variétés de français, le français vernaculaire québécois et le français standard international à l'aide d'une étude de très nombreux exemples. Il montre que le marché linguistique québécois connaît une situation de bilinguisme français-anglais et de diglossie français vernaculaire-français international, ces trois systèmes linguistiques étant en interaction constante, en concurrence permanente.
Dans une troisième partie, il analyse différentes représentations de la situation linguistique québécoise à travers l’étude d’écrits sur la langue d’Henri Bélanger, Marcel Boudreault, Jean-Claude Corbeil, Gérard Dagenais et Jean Marcel [Paquette]). Il propose un classement, selon leurs positions, entre endogénisme (joualisants, québécisants et aménagistes) et internationalisme (internationalisants et francisants).
En conclusion, il développe les différents enjeux (identitaires, politiques, culturels, économiques, pédagogiques, etc.) à la clé dans le débat sur la norme du français québécois et la qualité de la langue.
En 2024, Lionel Meney a publié "Le naufrage du français, le triomphe de l’anglais. Enquête" Dans cet ouvrage, il analyse en détail le déclin du français sous trois angles : l’omniprésence de l’anglais dans l’environnement visuel et auditif des Français ; la pénétration de l’anglais dans le domaine du corpus du français (son lexique et sa grammaire) ; celle de l’anglais dans celui du statut du français (son utilisation). Il décrit ce qu’il appelle les « territoires perdus de la langue française » (comme langue de communication internationale, de la diplomatie, de la science, du commerce, de l’affichage, etc.). Il relève ce qu’il appelle le « choc des législations », c’est-à-dire le conflit entre la loi Toubon de défense de la langue française et le Traité instituant la Communauté économique européenne, par exemple, dans le domaine de l’étiquetage des produits. En conclusion, il propose une série de mesures destinées sinon à enrayer le phénomène, du moins à le ralentir.
Guy Rex Rodgers a écrit : “After a lifetime of studying languages in a global context, Meney concludes that the battle between French and English is over. French has been defeated on every significant front and English has triumphed. His assessment is bleak, but he supports it with 250 exhaustively documented pages of examples and statistics.”
En 2024, Lionel Meney a publié La sociolinguistique entre science et idéologie. Une réponse aux Linguistes atterrées . Dans cet ouvrage, il considère que ces linguistes, prétendant s’appuyer sur les acquis scientifiques de la sociolinguistique, défendent en réalité une idéologie. Marc Fryd a évalué ainsi cet ouvrage : « Ces quelques aperçus ne sont qu’une illustration du riche argumentaire que déploie L[ionel] M[eney] dans son ouvrage. Il a lu le Tract très attentivement et, fort d’une bonne connaissance des thèmes abordés, parvient sans peine à proposer une convaincante réfutation des thèses qui y sont exposées.
L’ouvrage de L.M. est d’un abord facile. Il n’a pas pour prétention de clore le débat, et est clairement destiné à un public de non-spécialistes. Si l’auteur laisse çà et là percer l’agacement qui a pu le pousser à réagir au Tract des L[inguistes] A[tterrées], il ne cède pas à la facilité de la polémique et parvient à conserver l’intérêt du lecteur par la cohérence des réponses critiques qu’il apporte. »

## Publications
- Lionel Meney, Dictionnaire québécois-français : pour mieux se comprendre entre francophones, Montréal, (Québec), Canada, Éditions Guérin, 2003, 2e éd. (1re éd. 1999), 1884 p. (ISBN 978-2-7601-6572-4).
- Lionel Meney, Polémique à propos du Dictionnaire québécois-français, Montréal, (Québec), Canada, Éditions Guérin, 2002, 72 p. (ISBN 978-2-7601-6283-9).
- Lionel Meney, Main basse sur la langue : idéologie et interventionnisme linguistique au Québec, Montréal, (Québec), Canada, Éditions Liber, 2010, 512 p. (ISBN 978-2-89578-198-1).
- Lionel Meney, Le français québécois entre réalité et idéologie. Un autre regard sur la langue, Québec, (Québec), Canada, Presses de l'Université Laval, 2017, 635 p. (ISBN 978-2-7637-2934-3).
- Lionel Meney, Le naufrage du français, le triomphe de l’anglais. Enquête, Québec, (Québec), Canada, Presses de l'Université Laval, 2024, 266 p. (ISBN 978-2-7663-0415-8).
- Lionel Meney, La sociolinguistique entre science et idéologie. Une réponse aux Linguistes atterrées, Limoges, Lambert-Lucas, 2024, 128 p.  (ISBN 978-2-35935-445-4).
- La langue du coeur et celle de la raison, entretiens avec Hans-Jürgen Greif, Lionel Meney, Québec, Éditions Huit, 2025, 75 p.  (ISBN 9782921707435)